# Breitenbrunn (Oberpfalz)
Breitenbrunn ist ein Markt im Oberpfälzer Landkreis Neumarkt in der Oberpfalz und staatlich anerkannter Erholungsort.

## Geografie

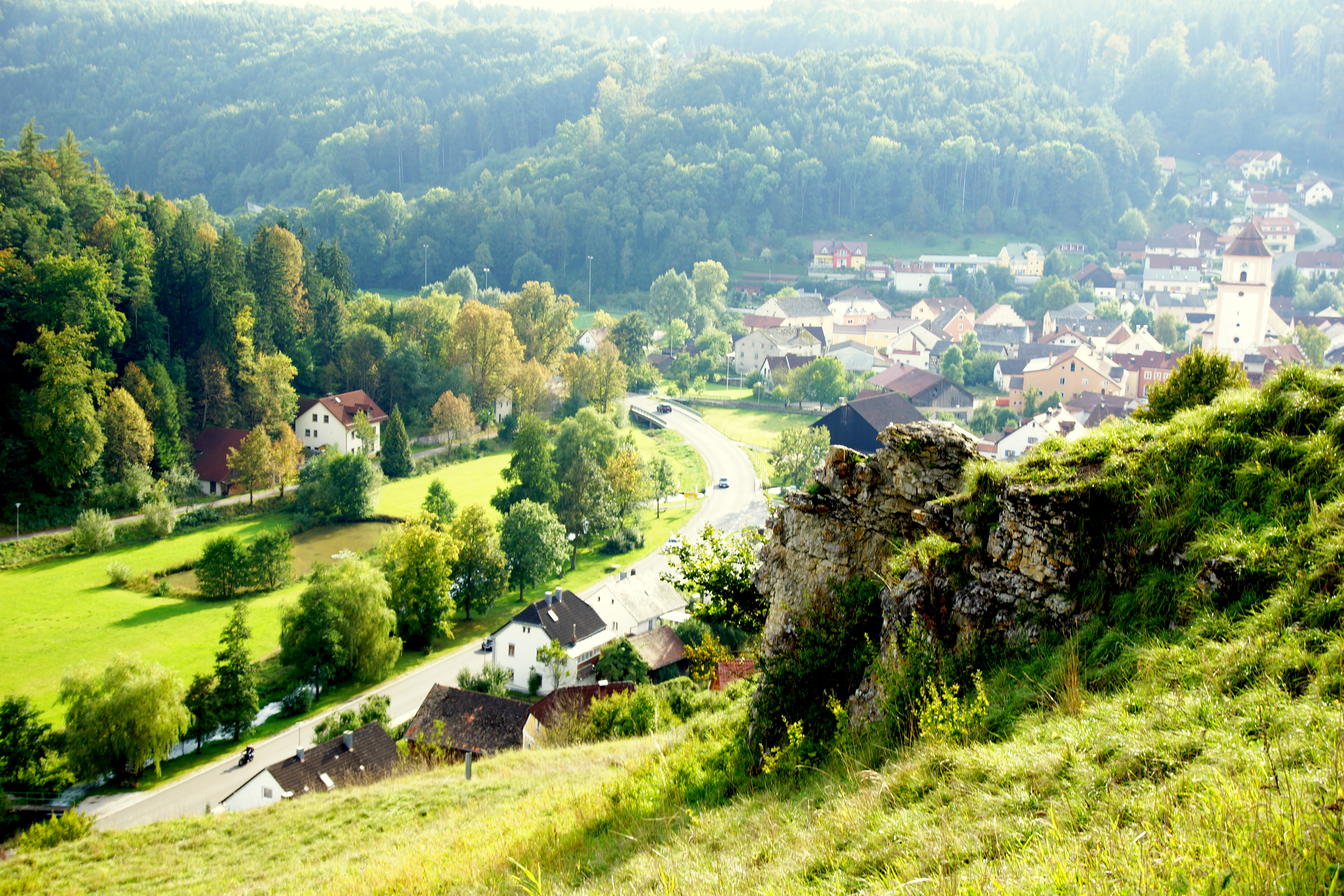
Blick über Breitenbrunn (2013)

### Geografische Lage
Der gleichnamige Hauptort liegt am Rande des Naturparks Altmühltal an der Breitenbrunner Laber. Die nächstgelegenen Großstädte sind Regensburg (35 km), Ingolstadt (38 km) sowie Nürnberg (55 km). Die Große Kreisstadt Neumarkt in der Oberpfalz liegt 25 km nordwestlich.

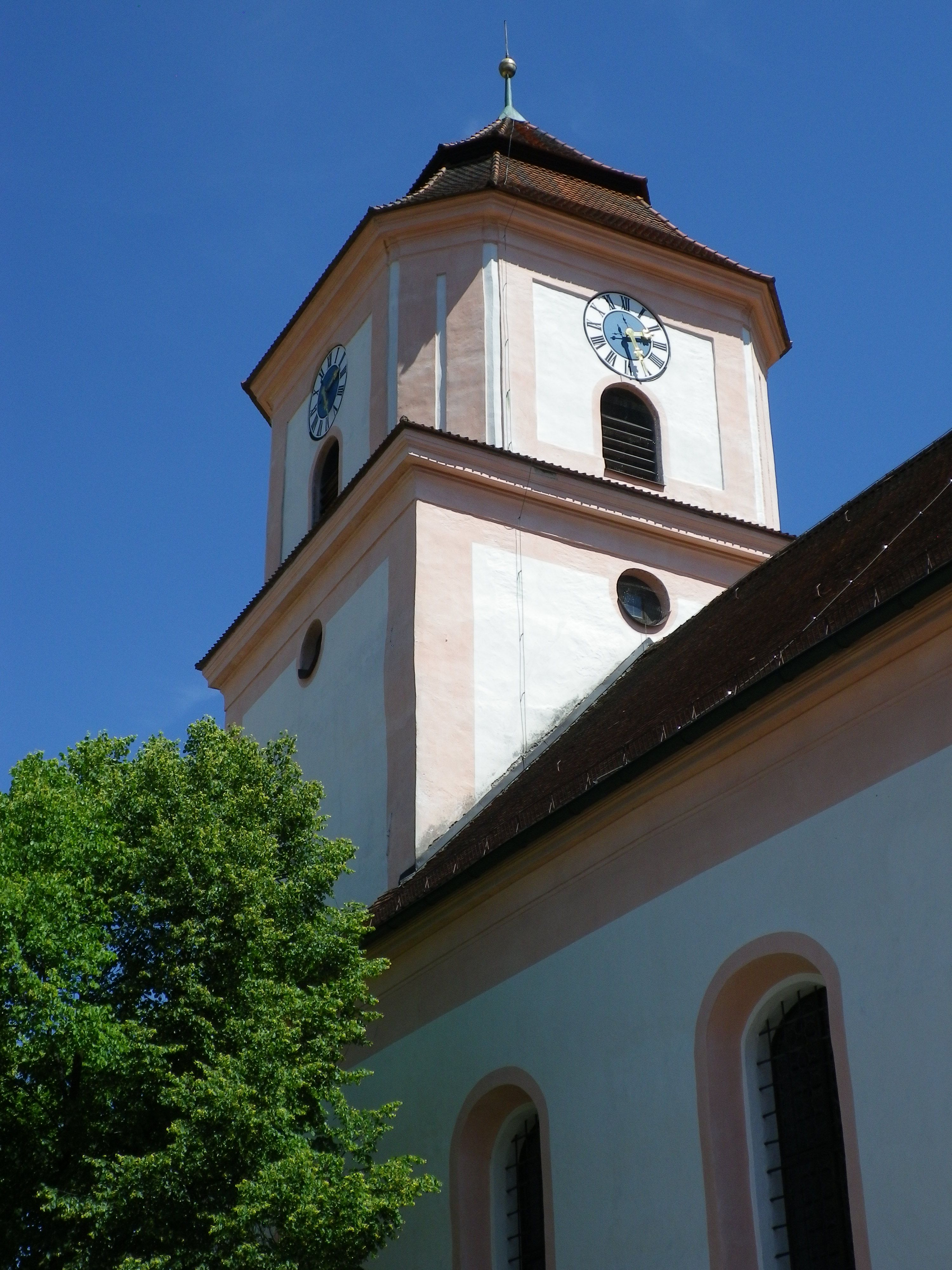
Kirche Mariä Himmelfahrt

### Gemeindegliederung
Breitenbrunn hat 34 Gemeindeteile (in Klammern ist der Siedlungstyp angegeben):
- Allersfelden (Weiler)
- Aumühle (Einöde)
- Bachhaupt (Weiler)
- Bottelmühle (Weiler)
- Breitenbrunn (Hauptort)
- Breitenegg (Dorf)
- Buch (Kirchdorf)
- Dürn (Kirchdorf)
- Eckerding (Weiler)
- Eismannsdorf (Weiler)
- Erbmühle (Weiler)
- Erggertshofen (Kirchdorf)
- Franklmühle (Einöde)
- Froschau (Weiler)
- Geishof (Weiler)
- Gimpertshausen (Pfarrdorf)
- Hamberg (Kirchdorf)
- Höhenberg (Einöde)
- Hohenbügl (Einöde)
- Kemnathen (Pfarrdorf)
- Langenried (Weiler)
- Langenthonhausen (Kirchdorf)
- Leiterzhofen (Dorf)
- Matzlsberg (Einöde)
- Ödenhaid (Weiler)
- Premerzhofen (Kirchdorf)
- Rasch (Kirchdorf)
- Schmidhof (Weiler)
- Schöndorf (Dorf)
- Siegertshofen (Dorf)
- Stockeracker (Einöde)
- Waldhof (Einöde)
- Wenigkemnathen (Einöde)
- Wolfertshofen (Kirchdorf)

### Nachbargemeinden
| Berching | Seubersdorf in der Oberpfalz                | Parsberg |
|          | Kompassrose, die auf Nachbargemeinden zeigt | Hemau    |
|          | Dietfurt an der Altmühl                     |          |

## Geschichte

### Bis zur Gemeindegründung
Zwischen 863 und 892 wurde Breitenbrunn unter Embricho, 863 bis 891 siebenter Bischof des Bistums Regensburg als „Preitprunnin“ erstmals, vermutlich in einer Besitzaufstellung der Grundherrschaft Breitenegg, genannt.
Im 12. Jahrhundert unterstand die Herrschaft Breitenegg nordwestlich von Kelheim den Herren von Laaber, später den Familien von Hirschberg, von Pappenheim, von Wildenstein und von Gumppenberg. Im 13. Jahrhundert verfügte die Herrschaft Breitenegg über einen Galgen. In der zweiten Hälfte des 14. Jahrhunderts erhielt man das Marktrecht. Kurz vor 1600 kam ein Teil der Grundherrschaft zum Fürstentum Pfalz-Neuburg. 1611 kaufte Bayern den Anteil der Pfalz-Neuburg.
Im Jahr 1624 schenkte Kurfürst Maximilian von Bayern seinem 1623 zum Reichsgrafen erhobenen Feldherrn Johann t’Serclaes von Tilly die Herrschaft Breitenegg, die 1631 auch die Landeshoheit und 1635 die kaiserliche Bestätigung der Reichsunmittelbarkeit erhielt. Im April 1632 verübten die Schweden Gräueltaten in Breitenbrunn. Die Grundherrschaft Breitenegg gehörte von 1648 bis zum Ende des Alten Reiches 1806 dem Bayerischen Reichskreis an. Mit dem Erlöschen der Grafen von Tilly im Mannesstamm fielen 1724 in Bayern deren Lehen, die drei getrennten Teile Freystadt an der Schwarzach; Schloss und Markt Holnstein und der Marktflecken Hohenfels und die zwei Eigengüter, zwei getrennte Teile mit Schloss und Markt Breitenbrunn und Schloss Helfenberg 1732 über eine Gräfin von Montfort, eine Schwester des Grafen von Tilly, an die Freiherrn von Gumppenberg. Die Reichsgrafschaft Breitenegg, deren Sitz Breitenbrunn war, wurde von den Freiherren von Gumppenberg 1792 an den bayerischen Kurfürsten Karl Theodor verkauft. Breitenbrunn blieb Markt mit magistratischen Eigenrechten.
Im Jahr 1601 befand sich in Breitenbrunn eines von den damals drei Tanzhäusern des Bistums. 1618 ist eine Badstube erwähnt. 1625 wurde die Rosenkranzbruderschaft gegründet. In den Jahren 1737 und 1738 wurde die neue Friedhofkirche gebaut. Im Jahr 1723 gab es sieben Brauereien, eine davon durfte Weißbier brauen. Im Jahr 1774 wurde die Sebasti-Bruderschaft gegründet. Im Jahr 1801 waren Franzosen einquartiert. 1818 entstand die heutige politische Gemeinde mit dem zweiten Gemeindeedikt.

### Eingemeindungen
Am 1. Januar 1972 erfolgte die Eingemeindung von Buch (mit Bottelmühle und Froschau), Dürn (mit Blödgarten, Franklmühle und Hohenbügl), Erggertshofen (mit Höhenberg, Leiterzhofen, Ödenhaid, Siegertshofen und Wolfertshofen) und Langenthonhausen (mit Stockeracker). Am 1. Juli 1972 kamen Gimpertshausen und Premerzhofen (mit Eismannsdorf und Schmidhof) hinzu. Am 1. Januar 1978 kamen mit dem Abschluss der bayerischen Gemeindegebietsreform die Gemeinden Hamberg und Kemnathen zu Breitenbrunn.

### Einwohnerentwicklung
Zwischen 1988 und 2018 wuchs der Markt von 2954 auf 3460 um 506 Einwohner bzw. um 17,1 %.

## Politik

### Bürgermeister
| Name              | Jahr                       |
| ----------------- | -------------------------- |
| Johann Lanzhammer | seit 1. Mai 2014           |
| Josef Kellermeier | 1. Mai 2008–30. April 2014 |
| Josef Köstler     | 1. Mai 1984–30. April 2008 |

Johann Lanzhammer wurde am 15. März 2020 mit 56,3 % der gültigen Stimmen für weitere sechs Jahre im Amt bestätigt.

### Marktgemeinderat
Sitzverteilung im Marktgemeinderat seit 2002
|                                          | 3. März 2002 | 2. März 2008 | 16. März 2014 | 15. März 2020 |
| Christlich-Soziale Union in Bayern (CSU) | 16 Sitze     | 11 Sitze     | 8 Sitze       | 7 Sitze       |
| SPD Bayern (SPD)                         | –            | 1 Sitz       | 2 Sitze       | –             |
| Freie Wähler (FW)                        | –            | 04 Sitze     | 6 Sitze       | 7 Sitze       |
| Bürgerliste Breitenbrunn (BLB)           | –            | –            | –             | 2 Sitze       |

### Wappen
| | Blasonierung: „In Rot ein goldener Röhrenbrunnen, auf der Längsseite des Brunnentroges drei sechsstrahlige silberne Sterne.“ |
| Wappenbegründung: Das Wappen zeigt mit dem Brunnen eine für den Gemeindenamen redende Figur. Breitenbrunn war Hauptort der Reichsherrschaft Breitenegg. Im 17. Jahrhundert kam die Herrschaft an den Feldherrn Graf Tilly. Breitenbrunn erhielt im 14. Jahrhundert das Marktrecht. Schon in den kleinen Marktsiegeln aus dem späten 15. und der Mitte des 16. Jahrhunderts kommt der Brunnen vor. In der heraldischen Literatur ist das Marktwappen in der Ausführung mit den drei Sternen, jedoch auf blau tingiertem Brunnen, 1812 und später bei Otto Hupp nachweisbar und gilt damit als historisch begründet. Klemens Stadler stellt 1965, abweichend von Hupp, den Brunnen ohne Sterne dar, da diese auch in den Abbildungen nach 1812 und in den neueren Dienstsiegeln fehlten. Bei der Erneuerung des Wappens 1978 entschied sich der Marktrat für die Gestaltung nach dem Vorbild von 1812. | |

### Gemeindepartnerschaften
Seit dem 10. November 1974 mit der gleichnamigen Gemeinde Breitenbrunn am Neusiedler See in Österreich.

## Kultur und Sehenswürdigkeiten

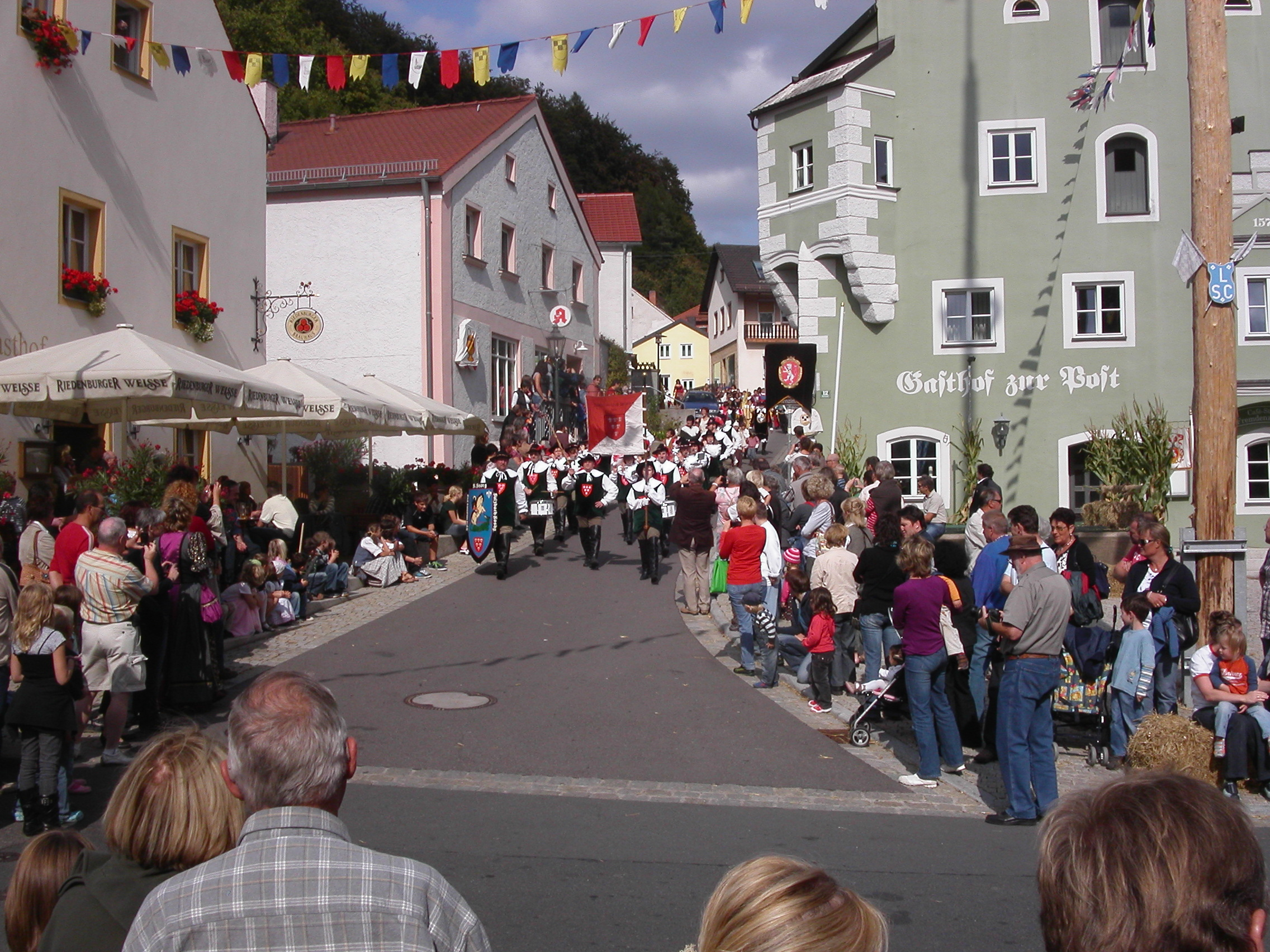
Tillyfest, Breitenbrunn 2009

### Bauwerke
- Wallfahrtskirche St. Sebastian mit der Sebastiansquelle, am Ortsrand gelegen
- Burg Breitenegg, Ruine aus dem 13. Jahrhundert auf einer Bergspitze beim Ortsteil Breitenegg

### Regelmäßige Veranstaltungen
Anfang September findet das historische Tillyfest statt.

## Wirtschaft und Infrastruktur

### Gewerbesteuer
Im Jahr 2022 erzielte die Marktgemeinde Einnahmen aus der Gewerbesteuer in Höhe von 1,27 Millionen Euro. Mit einem Gewerbesteuerhebesatz von 330 % zählt die Gemeinde zu den steuerlich attraktiveren Standorten Deutschlands. Breitenbrunn ist etwa steuerlich deutlich günstiger als die Landeshauptstadt München (Gewerbesteuerhebesatz 490 %). Im Landkreis Neumarkt in der Oberpfalz liegt der Gewerbesteuerhebesatz von Breitenbrunn gleichauf mit Freystadt, Lupburg, Postbauer-Heng, Berngau, Mühlhausen und Pilsach. Alle anderen Gemeinden im Landkreis haben allerdings einen niedrigeren Gewerbesteuerhebesatz.

### Arbeitsplätze
In der Marktgemeinde gab es 2017 insgesamt 324 sozialversicherungspflichtige Arbeitsplätze. Von der Wohnbevölkerung standen 1432 Personen in einer versicherungspflichtigen Tätigkeit, so dass die Zahl der Auspendler um 1108 Personen höher lag als die der Einpendler.

### Regionalinitiativen
Die Marktgemeinde ist in drei Regionalinitiativen engagiert:
- Jura 2000 – Regionale Zusammenarbeit von Beilngries, Berching, Dietfurt und Breitenbrunn[12]
- Altmühl-Jura – Initiative von zwölf Kommunen für Regionalentwicklung[13]
- REGINA GmbH – Regionale Innovationsagentur Landkreis Neumarkt i.d.Opf.[14]

### Bildung
- Am 1. März 2018 gab es drei Kindertageseinrichtungen mit 137 Plätzen und 136 betreuten Kindern.
- Im Schuljahr 2018/19 wurden an der Grundschule Breitenbrunn 106 Schüler von sieben Lehrkräften unterrichtet.[15]

## Persönlichkeiten
- Johann Stephan Ebenhöch (1623–vor 1686) Verwalter der Reichsgrafschaft Breitenegg, Vater des Georg Franz Ebenhoch von Hocheneben (* 1653 in Breitenbrunn)
- Georg Franz Ebenhoch von Hocheneben (1653–nach 1702), Burggraf und Jurist
- Johann Franz Rauch (1685–1750), Leibarzt Karls VI. und Rektor der Universität Wien
- Anton von Gumppenberg (1787–1855), bayerischer General und Kriegsminister
- Amelie von Wulffen (* 1966), Künstlerin